# Медный трогон
Медный трогон (лат. Trogon elegans) — вид птиц из семейства трогоновых (Trogonidae). Наряду с ушастым трогоном, это самый распространённый вид трогонов в мире.

## Описание
Медный трогон обладает ярким оперением и длинным хвостом. Крылья и ноги короткие. Клюв короткий и широкий, около клюва есть щетинки. Размеры представителей вида — 28-30 сантиметров, масса — 60-78 граммов. Как и у других трогонов, у медных трогонов наблюдается половой диморфизм. У обоих полов подхвостье белое с мелкой горизонтальной чёрной полосой. Подхвостье также имеет большие белые кончики, равномерно расположенные на концах черной оконечной полосы. У обоих полов желтый клюв, оранжево-красные покровы подхвостья и нижней части живота, а также белая горизонтальная полоса груди. Самцы имеют голову тёмно-зелёную с металлическим отливом, верхнюю часть груди и спину, черные лицо и горло и красно-оранжевые нижнюю часть груди и живота. У самки голова, верхняя часть груди, спина бронзового цвета с металлическим отливом.

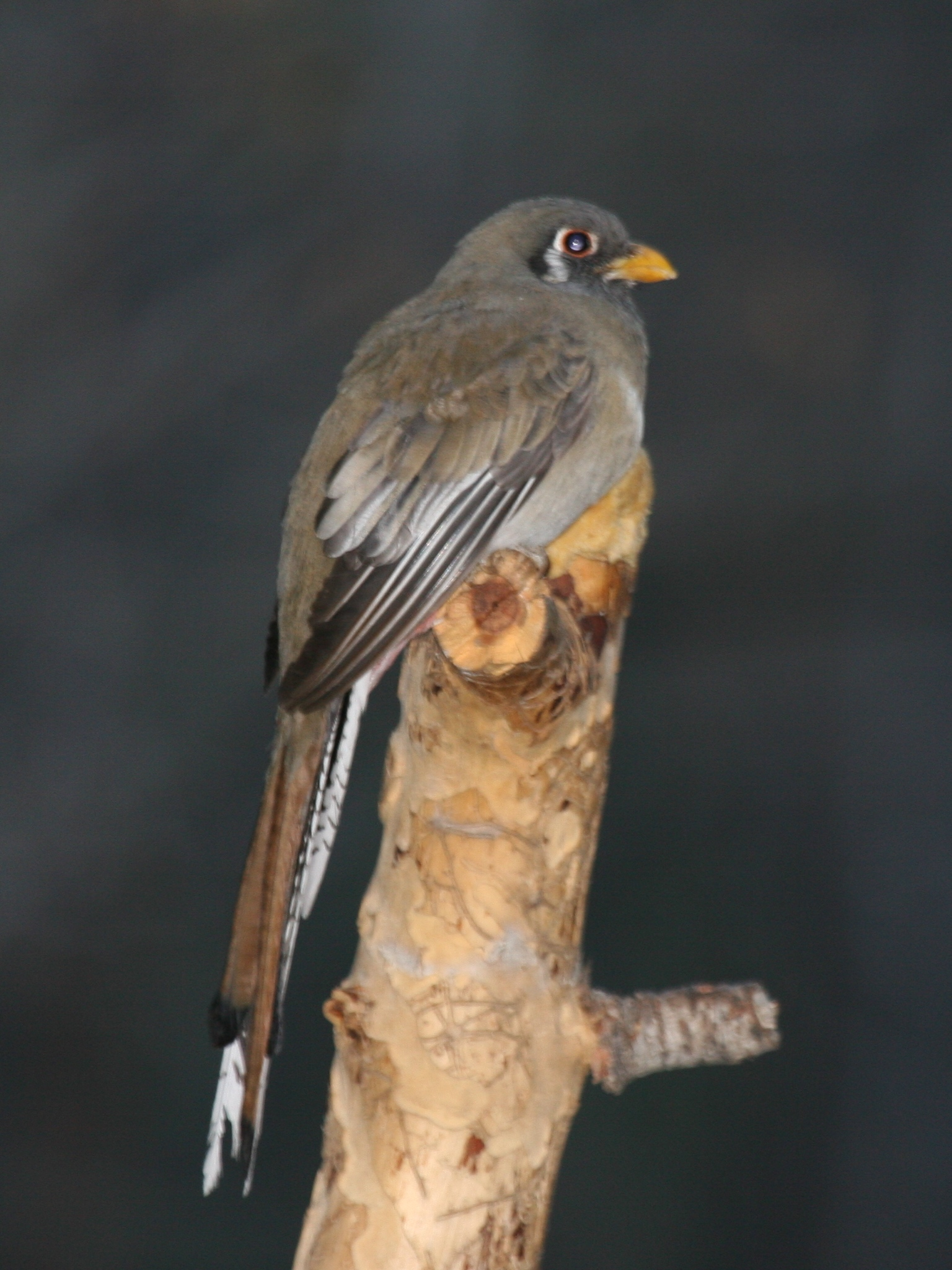
Самка медного трогона

## Биология

### Размножение
В обычное время медные трогоны живут поодиночке, но в период размножения находят себе пару. Как правило для гнёзд медные трогоны используют старые дупла дятлов. В такое дупло самка, не используя подстилки, откладывает 2 яйца. Яйца насиживают и самка, и самец, Инкубация продолжается от семнадцати до двадцати суток. Птенцов кормят отрыгнутой пищей.

### Питание
С февраля до июня птица питается семенами, плодами, ягодами, а в период с июля по октябрь предпочитает насекомых.

## Ареал и места обитания
Медный трогон встречается в пределах от Гватемалы на юге и до верховье реки Хила в Аризоне и Нью-Мексико. Медный трогон обитает в странах Центральной Америке: Гватемале, Гондурасе, Коста-Рики, Никарагуа и Сальвадоре. Живёт в смешанных лесах и зарослях колючего кустарника, в полупустынях на высоте до 1900 м. Обитает на нижних уровнях полузасушливых редколесий и лесов.

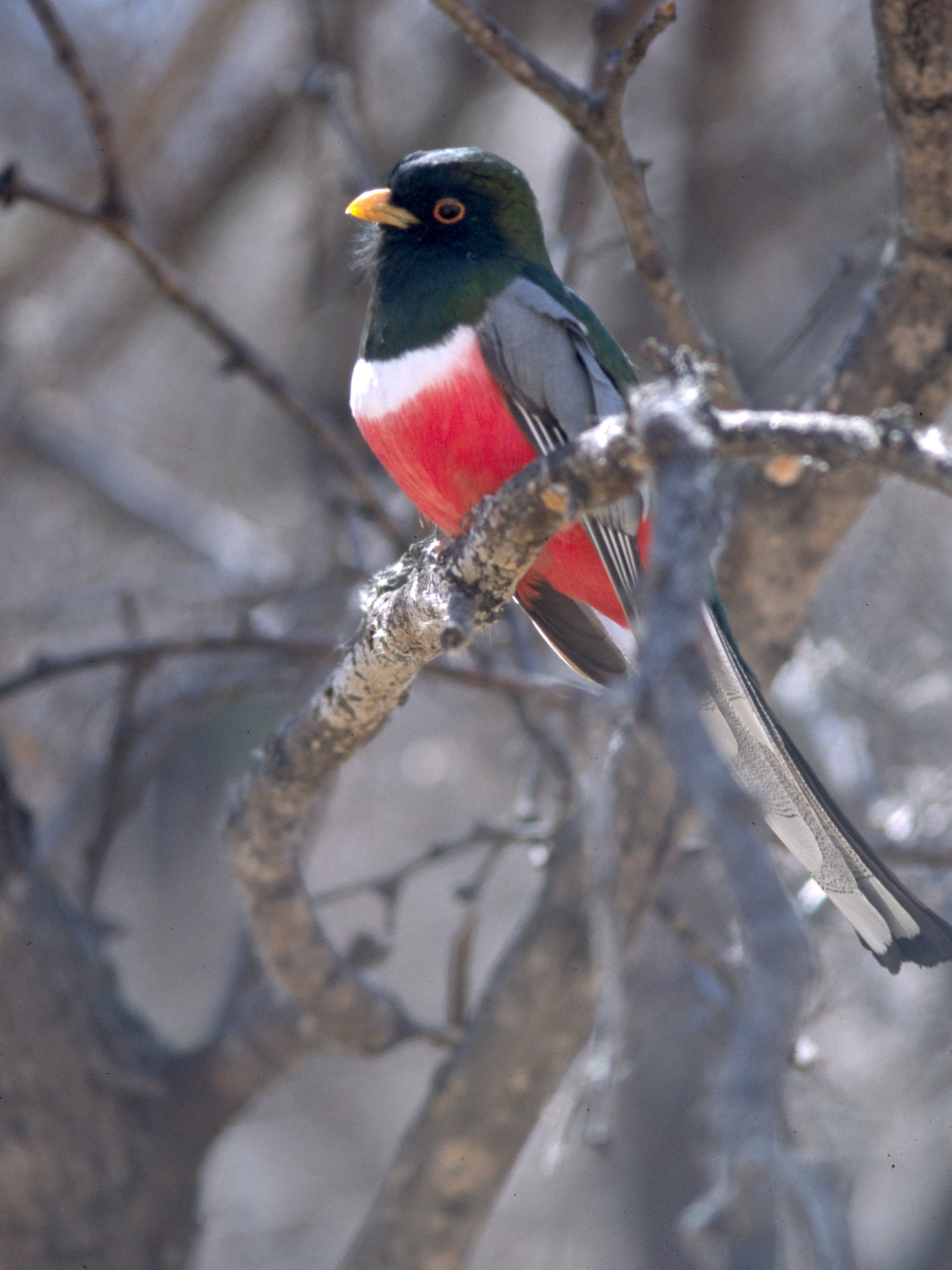
Самец медного трогона

## Подвиды
T. elegans имеет пять признанных подвидов, включая номинативный подвид:
- T. e. ambiguus Gould, 1835
- T. e. canescens Van Rossem, 1934
- T. e. elegans Gould, 1834
- T. e. goldmani Nelson, 1898
- T. e. lubricus J. L. Peters, 1945

## Охранный статус
Медный трогон внесен в список исчезающих видов в штате Нью-Мексико. Он предпочитает жить в условиях, благоприятствующих наличию сосновых лесов и местных водоемов, что делает его особенно уязвимым для беспокойства.